# Michelle Cueni

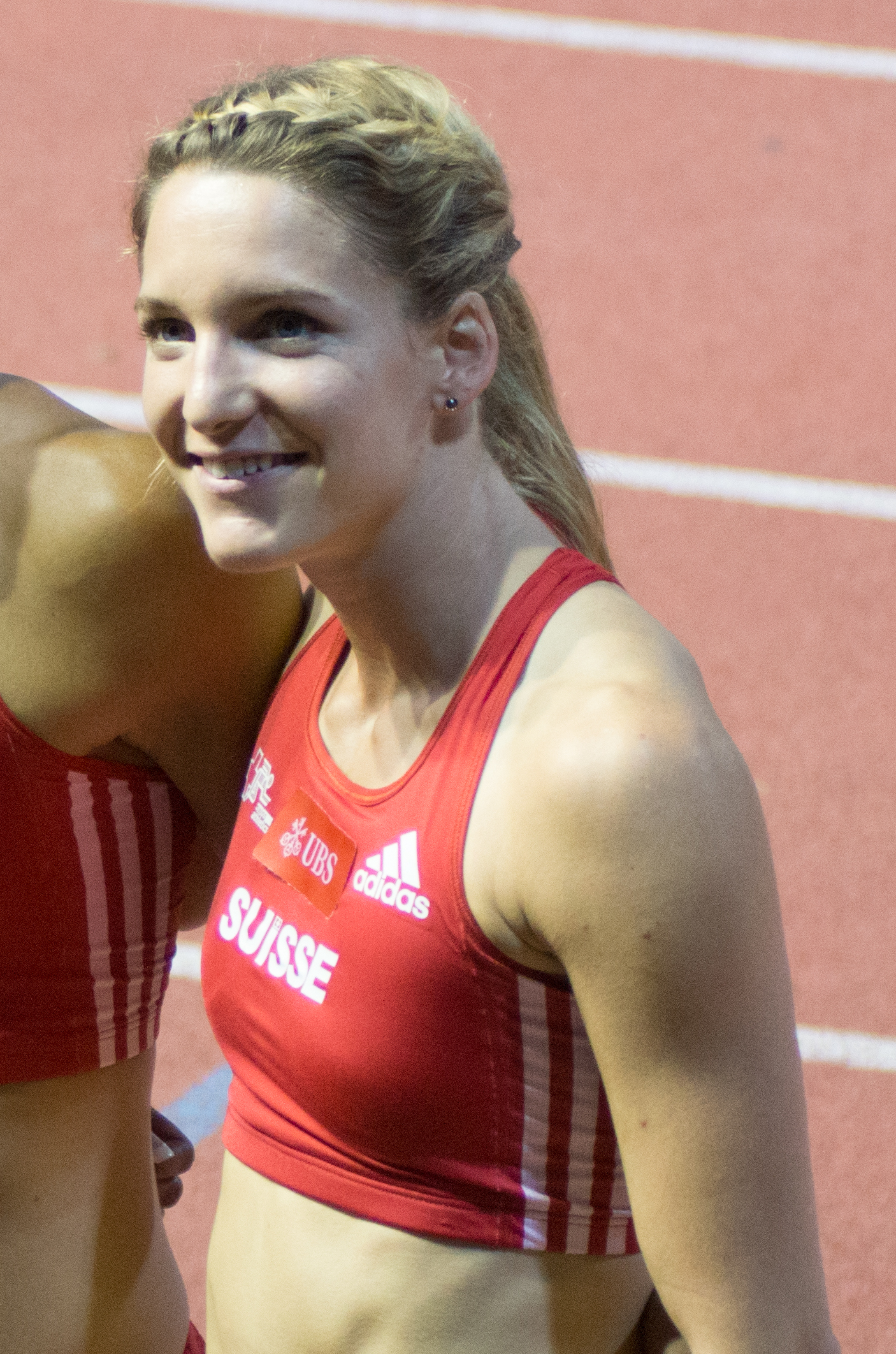
Michelle Cueni bei der Athletissima 2012

Michelle Cueni (* 4. Dezember 1983) ist eine Schweizer Sprinterin.
In der 4-mal-100-Meter-Staffel kam sie 2012 bei den Leichtathletik-Europameisterschaften in Helsinki auf den sechsten Platz und schied bei den Olympischen Spielen in London im Vorlauf aus.
Bei den IAAF World Relays 2014 in Nassau kam sie mit der Schweizer 4-mal-100-Meter-Stafette nicht über die erste Runde hinaus.

## Persönliche Bestzeiten
- 100 m: 11,60 s, 17. Juni 2012, Bulle
- 200 m: 24,18 s, 7. Juli 2013, La Chaux-de-Fonds